# Gyapjas nyúl
A gyapjas nyúl (Lepus oiostolus) a Tibetben és Közép-Kínában honos nyúlfaj.

## Megjelenése
A gyapjas nyúl viszonylag nagy termetű nyúlféle, testhossza 40–50 cm lehet, testsúlya 1,5-3,1 kg között mozog (átlagosan 2,3 kg). A nőstények valamivel (mintegy 10%-kal) nagyobbak a hímeknél. Feje és orra valamivel hosszabb, mint legközelebbi rokonáé, a fokföldi nyúlé. Szőrzete teste felső részén kissé hullámos, színe sárgásbarna (esetenként egészen sárgásfehér), testének hátsó részén barnásszürkétől ezüstös szürkéig variálhat. Rövid farkának alsó része fehér. Torkán a szőrzet szintén barna, hasán viszont fehéres. A kisnyulak teljesen barnássárgák, farrészükön az első vedlés után szürkülnek ki úgy, mint a felnőtt egyedek.
A gyapjas nyúlnak négy elismert alfaja létezik:
- Lepus oiostolus hypsibius
- Lepus oiostolus oiostolus
- Lepus oiostolus pallipes
- Lepus oiostolus przewalskii

## Elterjedése
A gyapjas nyulak hegyvidéki állatok, a Tibeti-fennsíkon és annak környékén élnek Kínában (Kanszu, Csinghaj, Szecsuan, Tibet, Hszincsiang-Ujgur Autonóm Terület, Jünnan tartományokban), Indiában (Dzsammu és Kasmír, valamint Szikkim tartományokban) és Nepálban. Általában a füves fennsíkokon, száraz hegyi sztyeppéken, bozótosokban, örökzöld erdőkben fordulnak elő, helyenként a mezőgazdasági területek közelében. Az összes nyúlféle közül ők élnek a legmagasabban, 2500-5400 tengerszint feletti magasságon. Elterjedési területén más nyúlféle nem él.

## Életmódja
Többnyire éjszaka aktív, napközben búvóhelyén (fűcsomók alatt, sziklák közti résekben) rejtőzik, pihen. Általában fűfélékkel, egyéb fűnemű növényekkel vagy bokrok leveleivel táplálkozik. A mezőgazdaságban kisebb károkat okozhat. Territóriumuk határát az állukon levő szagmirigyek fűcsomókhoz, bokrokhoz dörzsölésével jelölik ki.
Párzási időszaka májustól júliusig tart. Ilyenkor néhány hím huzamosabb ideig követ egy nőstényt és a kiáltásokkal, valamint levegőbe ugrálással igyekszenek felkelteni a figyelmét. Időnként a hímek összeverekednek, ekkor két lábra állva próbálják megharapni vagy mellső lábukkal eltaszítani egymást. A nőstények általában elhagyott mormotaodúkban vagy sűrű bokrok alján szülik meg egy vagy két (átlag 1,8) kölyküket. Az újszülött kisnyulak súlya 100-150 g.
A gyapjas nyulakra valamennyi tibeti nagy- vagy közepes ragadozó vadászik, a hópárduc, a hiúz, a farkas, tibeti róka vagy a mongol ölyv. Fiait a hegyi görény hurcolhatja el. A nyulak fertőzöttek lehetnek az Echinococcus multilocularis galandféreggel, amely az emberben vagy a kutyában, házi macskában is betegséget okoz.

## Természetvédelmi helyzete
A gyapjas nyulak létét nagy elterjedési területük és gyakori előfordulásuk miatt nem fenyegeti veszély. Bár húsukért rendszeresen vadásszák, több nemzeti parkban is vannak populációi. A Természetvédelmi Világszövetség Vörös listáján "nem fenyegetett" státusszal szerepel.   